# Méhes Károly (orvos)
Méhes Károly (Budapest, 1936. február 22. – Pécs, 2007. január 20.) Széchenyi-díjas magyar orvos, gyermekgyógyász, egyetemi tanár, a Magyar Tudományos Akadémia rendes tagja. Az orvosi genetika és a klinikai genetika neves kutatója.

## Életpályája
Méhes Gyula (1897–1970) orvos, gyógyszerész és Gyöngyösi Dalma fiaként született. 1960-ban diplomázott a Pécsi Orvostudományi Egyetemen. Ezután négy éven át a Kórbonctani Intézetben dolgozott. 1964-ben lett a pécsi Gyermekklinika orvosa, 1973-ban pedig kinevezték a Győr-Sopron megyei Kórház osztályvezető főorvosának. Időközben, 1968–69-ben és 1983–84-ben a Bázeli Egyetem Gyermekklinikáján járt tanulmányúton.
1987-ben visszakerült Pécsre, a Gyermekklinika igazgatójaként. Az igazgatásról tíz év után, betegsége miatt mondott le, 2001 végéig egyetemi tanárként dolgozott tovább. Pályája végén az Orvosi Genetikai és Gyermekfejlődéstani Intézetben folytatott kutató munkát.
1971-ben kandidált, nagydoktori disszertációját 1978-ban védte meg, mindössze negyvenkét éves volt ekkor. 1994-től a Német Természettudósok Leopoldina Akadémiájának rendes tagja, 1995-től az Osztrák Tudományos Akadémia levelező tagja. Itthon 1990-ben az MTA levelező tagjává, 1995-től rendes tagjává választották.
1996 és 1999 között az MTA Orvosi Tudományok Osztályának elnöki tisztét látta el. 1999-től a Szent István Akadémia tagja. 1999-től néhány évig tagja volt a kormány tudományos tanácsadó testületének. Kutatási területe az alkalmazott orvosi genetika, a veleszületett rendellenességek kóreredete, korai felismerése. Nagy visszhangot kiváltott idegen nyelvű publikációi: Minor Malformations in the Neonate (1983), Informative Morphogenetic Variants in the Newborn Infant (1988).

## Tanulmányai (válogatás)
- Kísérletes és klinikai megfigyelések a sex chromatin vizsgálat gyakorlati értékéről. Kandidátusi értekezés ; MTA TMB Pécs, (1969).
- Clonically Recognisable Autosomal Anomalies in Neonates. Lancet,1973
- A veleszületett anyagcsere-rendellenességek korai diagnosztikája, különös tekintettel az enzymopathiákra / Németh Erzsébettel. Győr, (1975).
- A kromoszómavizsgálat leleteinek értékehletősége. In: A humán kromoszóma-aberrációk jelentősége a klinikumban Budapest,1977

- Minor malformations in the neonate (új kiadása) Informative morphogenetic variants in the newborn infant / forew. by G. Stalder. Rev., enl. ed. Budapest : Akadémiai K., (1988). ISBN 963-05-4877-1

- Informative Morphogenetic Variants in the Newborn Infant. Budapest,1988

- A centroméraszétválás sorrendje : akadémiai székfoglaló : 1991. március 12.
- Gyermekegészségügyünk sajátos vonásairól (1997). Budapest, MTA.(Magyarország az ezredfordulón : stratégiai kutatások a Magyar Tudományos Akadémián. Életminőség.)
- Kerpel-Fronius Ödön (1998). Budapest : Akadémiai K. (Ser. A múlt magyar tudósai 0133-1884)

- Premature Centromere Division: A Possible Manifestation of Chromosome Instability. American Journal of Medical Genetics h.n.,1995

- Classical Clinical Genetics in the Era of Molecular Genetics. American Journal of Medical Genetics 1996

- Excess of Mild Errors of Morphogenesis in Childhood Lymphoblasstic Leukemia. American Journal of Medical Genetics 1998

- Régi és új módszerek az orvosi genetikában (1999). Budapest, MTA. (Ser. Székfoglalók a Magyar Tudományos Akadémián 1419-8959)

- Mild Errors of Morphogenesis in Malignancy: Macroscopic Manifestation of Genetic Instability?. Medical andPediatric Oncology 2000

## Díjai, elismerései
- Markusovszky Emlékérem (1973)
- Állami Ifjúsági Díj (1978)
- Bókay Emlékérem (1979)
- Kiváló orvos (1983)[3]
- Schöpf-Mérei-Emlékérem (1989)
- POTE Pro Universitate arany fokozata (1994)[3]
- Pécs Város Millecentenáriumi Díja (1996)[3]
- Széchenyi-díj (1998) – A klinikai genetika nemzetközileg is elismert műveléséért, a különleges ellátást igénylő gyermekdiagnosztika magyarországi bevezetéséért.
- Szilárd Leó professzori ösztöndíj (1999)
- Pázmány Péter Felsőoktatási-díj (2004)